# Драмкондра (станция)
Драмкондра (произносится Дрёмконра или Дрёмкондра) — железнодорожная станция, открытая 1 апреля 1901 года и обеспечивающая транспортной связью одноимённый жилой район в Дублине, Республика Ирландия. Со станции можно выйти через пешеходный мост только на Драмкондра роуд. Это наиболее близко расположенная станция к стадиону Крок парк. Через станцию не проходят составы идущие со станции Докленд.

## История
Станция была закрыта спустя почти 10 лет после открытия - 1 декабря 1910 года. Изначально станция располагалась на линии между станциями Кингсбридж(совр. вокзал Дублин Хьюстон) и Амьен Стрит(совр. вокзал Дублин Коннолли). Часть построек станции были разрушены в конце 1918 года. 2 марта 1998 года станция была вновь открыта в составе пригородной линии на Мейнут/Лонгфорд.

### Метрополитен Дублина
Станция метро Дрёмконра запланирована как пересадочная на линии Метро Север. Её открытие ожидается в 2013 году.